# 沃納斯 (紐約州)
沃納斯（英語：Warners）是位於美國紐約州奧農達加縣的非建制地區。

## 歷史
沃納斯的郵局自1870年營運至今。

## 地理
沃納斯所處的海拔為高於海平面139米（即456英呎），而該地所採用的時區為UTC-5，即北美东部时区（EST）。同時該地設有夏令時間，為UTC-5調快一小時，即UTC-4（EDT）。